# Rising Force
Rising Force debitantski je album švedskog glazbenika, gitarista Yngwie Malmsteena. Diskografska kuća Polydor objavila ga je u studeni 1984. Izvorno je bio planiran kao instrumentalni sporedni projekt tadašnjeg sastava Alcatrazz. Unatoč pojavljivanju pjevača Jeffa Scotta Sotoa na albumu, Malmsteen ga je objavio kao svoj samostalni album. Završio je na 14. mjestu švedske ljestvice i 60. mjestu ljestvice Billboard 200 u SAD-u i bio je nominiran 1986. za Grammy Awards za najbolji instrumentalni rock-album. Album se smatra prekretnicom u žanrovima shreda i neoklasičnog metala.

## Popis pjesama
Tekstovi i glazba: Yngwie J. Malmsteen. 
| 1.    | »Black Star« (instrumentalna skladba)                | 4:51 |
| 2.    | »Far Beyond the Sun« (instrumentalna skladba)        | 5:49 |
| 3.    | »Now Your Ships Are Burned«                          | 4:09 |
| 4.    | »Evil Eye« (instrumentalna skladba)                  | 5:12 |
| 5.    | »Icarus' Dream Suite Op. 4« (instrumentalna skladba) | 8:30 |
| 6.    | »As Above, So Below«                                 | 4:36 |
| 7.    | »Little Savage« (instrumentalna skladba)             | 5:21 |
| 8.    | »Farewell« (instrumentalna skladba)                  | 0:48 |
| 39:16 |                                                      |      |

## Recenzije
Steve Huey s web-stranice AllMusic dao je albumu četiri od pet zvjezdica, nazivajući ga "otkrovenjem nakon izlaska" i "Pravom inauguracijom doba gitarskog shreddera". Pohvalio je Malmsteenovu tehniku i "zasljepljujuću virtuoznost", kao i istaknuvši njegovu "opsjednutost Bachom, Beethovenom i Paganinijem".
Godine 2009. časopis Guitar World rangirao je Rising Force kao prvi na listi deset najboljih albuma svih vremena. Osoblje je napisalo: "Yngwie J. Malmsteen je bio, jest i uvijek će biti najveći šreder svih vremena. Dovraga, on je izumio žanr sa svojim [sic] debijem iz 1985."
"Black Star" i "Far Beyond the Sun" opstale su kao dvije Malmsteenove najpopularnije pjesme, a bile su i glavne stavke na njegovoj listi pjesama uživo. U intervjuu za Guitar World iz 2008., Malmsteen je o dvije pjesme rekao: "Vjerojatno ću svirati 'Far Beyond the Sun' i 'Black Star' do dana kada umrem."
Časopis "Guitar Player" proglašava ga najboljim rock-albumom.

## Osoblje
| Yngwie J. Malmsteen - Barriemore Barlow – bubnjevi - Jens Johansson – klavijature - Jeff Scott Soto – vokal - Yngwie J. Malmsteen – gitara, bas-gitara, produkcija | Ostalo osoblje - Peter Vargo – inženjer zvuka - John Harrell – fotografije |